# Walking Down Your Street
Walking Down Your Street è il quarto singolo del gruppo statunitense The Bangles tratto dall'album Different Light, pubblicato nel 1987 dalla Columbia.

## Il brano
Questa versione del brano è leggermente diversa da quella dell'album e da quella inclusa nel loro Greatest Hits.
Il brano si è classificato al 11º posto nella classifica Billboard Hot 100 negli Stati Uniti e al 16º posto nella Official Singles Chart nel Regno Unito.

## Video
Nel video musicale del brano, con una buona dose di ironia, viene mostrato il gruppo che vince un concorso per band emergenti di provincia. Così insieme vanno a Los Angeles a suonare come band di apertura di Little Richard. Nel corso del lungo e tortuoso viaggio in furgone, durante una sosta di emergenza, incontrano anche Randy Quaid.

## Tracce
Vinile 7" USA
1. Walking Down Your Street – 3:14 (L. Gutierrez, S. Hoffs, D. Kahne)
2. Let It Go – 2:28 (V. Peterson, D. Peterson, M. Steele, S. Hoffs)

Vinile 7" UK
1. Walking Down Your Street – 3:14 (L. Gutierrez, S. Hoffs, D. Kahne)
2. Return Post – 4:21 (S. Hoffs, V. Peterson)

## Formazione
- Susanna Hoffs – voce, chitarra, cori
- Vicki Peterson – voce, chitarra, cori
- Michael Steele – voce,  basso, cori
- Debbi Peterson – voce, batteria, cori

## Classifiche
| Classifica (1987) | Posizione massima |
| ----------------- | ----------------- |
| Australia         | 56                |
| Belgio (Fiandre)  | 22                |
| Canada            | 26                |
| Germania          | 32                |
| Irlanda           | 4                 |
| Nuova Zelanda     | 21                |
| Paesi Bassi       | 21                |
| Regno Unito       | 16                |
| Stati Uniti       | 11                |